# Johann Ulrich Steigleder
Johann Ulrich Steigleder (Lindau, 22 de març de 1580 - 10 d'octubre de 1635) fou un organista i compositor suís del principi del Barroc.
Era fill del també organista i compositor Adam Steigleder. Durant trenta anys fou organista de la cort i de la capella de Stuttgart i es distingí com un dels executants més notables de la seva època.
Publicà. Ricercar Tabulatura (1634); i Tabulaturbuch (1627), a 3 i 4 veus amb 40 variacions. A més es troben obres seves en el Musikalische figurierti Melodien (1634).